# Neptune Odyssey
Neptune Odyssey — одна из[уточнить] разрабатываемых НАСА миссий полёта космического зонда к Нептуну. Старт миссии запланирован на 2033 год; ожидается что зонд прибудет на Нептун в 2049 году.
Это бывшая концепция (сейчас миссия имеет статус подготовки к запуску) орбитальной миссии для изучения Нептуна и его спутников, в частности Тритона. Орбитальный аппарат выйдет на ретроградную орбиту Нептуна, чтобы облегчить одновременное изучение Тритона, и запустит атмосферный зонд для определения характеристик атмосферы Нептуна.
Заказчик, производитель и оператор — НАСА.
Похожие проекты: Trident, Europa Clipper.